# Unterseeboot UC-79
Pour les autres navires du même nom, voir Unterseeboot 79.
L'Unterseeboot UC-79 est un sous-marin (U-Boot) mouilleur de mines allemand de type UC II utilisé par la Kaiserliche Marine pendant la Première Guerre mondiale. Le U-boot a été commandé le 12 janvier 1916 et lancé le 19 décembre 1916. Il a été mis en service dans la marine impériale allemande le 22 janvier 1917 sous le nom de UC-79. Au cours de onze patrouilles, l'UC-79 a coulé 10 navires, soit par ses torpilles, soit par les mines qu’il a posées. Le 28 avril 1917, il capture le caboteur danois Laura dans le Skagerrak. L'UC-79 a été coulé par une mine au large du cap Gris-Nez, en France, fin mars ou début avril 1918. Des plongeurs de la Royal Navy ont localisé l’épave dans cette zone en août 1918.

## Conception
Sous-marin de type UC II, l'UC-79 avait un déplacement de 415 tonnes en surface et de 498 tonnes en plongée. Il avait une longueur hors tout de 50,52 m, un maître-bau de 5,22 m et un tirant d'eau de 3,79 m. Le sous-marin était propulsé par deux moteurs diesel 6 cylindres à quatre temps produisant chacun 290 à 300 ch (210 à 220 kW), soit un total de 790 à 790 ch (430 à 440 kW), et par deux moteurs électriques produisant 790 ch (479 kW), actionnant deux arbres d'hélice.
Le sous-marin avait une vitesse maximale de 11,6 nœuds (21,5 km/h) en surface et de 7,3 nœuds (13,5 km/h) en immersion. Son autonomie était de de 8796 à 9450 milles marins (17940 à 17900 km) à 7 nœuds (13 km/h) en surface, et de 52 milles marins (96 km) à 4 nœuds (7,4 km/h) en immersion. Il lui fallait 48 secondes pour plonger, et il était capable d’opérer à une profondeur maximale de 50 mètres.
L’UC-79 était équipé de trois tubes lance-torpilles de 500 mm, un à l’arrière et deux à l’avant, avec sept torpilles, et d’un canon de pont de 8,8 cm SK L/30. Mais son arme principale était ses six puits de mine de 1000 mm portant dix-huit mines UC 200. Son effectif était de vingt-six membres d’équipage.

## Affectations
- Flottille de la Baltique : du 1er avril au 7 août 1917
- Flottilles des Flandres / Flandre I : du 7 août 1917 au 5 avril 1918

## Commandants
- Kapitänleutnant Erich Haecker : du 22 janvier au 23 septembre 1917
- Oberleutnant zur See Werner Löwe : du 24 septembre 1917 au 6 février 1918
- Oblt.z.S. Alfred Krameyer : du 7 février au 5 avril 1918

## Navires coulés
| Date             | Nom               | Nationalité    | Tonnage |         |
| ---------------- | ----------------- | -------------- | ------- | ------- |
| 23 avril 1917    | Ydun              | Danemark       | 645     | Capturé |
| 24 avril 1917    | Harald Haarfager  | Norvège        | 475     | Capturé |
| 28 avril 1917    | SS Laura          | Danemark       | 787     | Capturé |
| 28 avril 1917    | Storebelt         | Danemark       | 599     | Capturé |
| 15 mai 1917      | Ellen             | Danemark       | 786     | Capturé |
| 16 mai 1917      | Thorunn           | Norvège        | 990     | Capturé |
| 17 mai 1917      | Alexander Shukoff | Danemark       | 1652    | Capturé |
| 18 mai 1917      | Magnus            | Danemark       | 1297    | Capturé |
| 20 mai 1917      | Otto              | Danemark       | 152     | Capturé |
| 20 mai 1917      | Pomona            | Pays-Bas       | 789     | Capturé |
| 6 juillet 1917   | Rhone             | Danemark       | 1050    | Capturé |
| 8 juillet 1917   | Eos               | Danemark       | 838     | Capturé |
| 8 juillet 1917   | Nyhamn            | Suède          | 302     | Capturé |
| 8 juillet 1917   | Storebelt         | Danemark       | 599     | Capturé |
| 13 août 1917     | Emilie Galline    | France         | 1944    | Coulé   |
| 15 octobre 1917  | Garthclyde        | United Kingdom | 2124    | Coulé   |
| 17 octobre 1917  | HMT Ruby          | Royal Navy     | 251     | Coulé   |
| 19 octobre 1917  | Renard            | France         | 285     | Coulé   |
| 19 octobre 1917  | Cupica            | Terre-Neuve    | 1240    | Coulé   |
| 21 octobre 1917  | Tom Roper         | United Kingdom | 120     | Coulé   |
| 19 novembre 1917 | Jutland           | United Kingdom | 2824    | Coulé   |
| 24 novembre 1917 | Pomone            | France         | 2911    | Coulé   |
| 31 janvier 1918  | Elephant          | France         | 286     | Coulé   |
| 2 février 1918   | HMT Remindo       | Royal Navy     | 256     | Coulé   |